# Una mujer (película de 1975)
Una mujer es una película de Argentina filmada en Eastmancolor dirigida por Juan José Stagnaro según el guion de Aída Bortnik y Osvaldo Soriano que se estrenó el 11 de septiembre de 1974. Fue protagonizada por Federico Luppi y Cipe Lincovsky, coprotagonizada por Soledad Silveyra y Luisa Vehil y también contó con las actuaciones especiales de María Vaner, Aldo Barbero, Cacho Espíndola, Rodolfo Ranni y los primeros actores Ralph Pappier y María Rosa Gallo, además de la participación de Víctor Laplace como actor invitado. Carlos Gandolfo asesoró como director de actores y Adolfo Aristarain, el futuro director de cine, fue asistente de dirección.

## Sinopsis
Una mujer trata de reinsertarse en la sociedad después de estar siete años presa.

## Reparto
Participaron en el filme los siguientes intérpretes:
- Federico Luppi como Ricardo
- Cipe Lincovsky como Matilde
- Soledad Silveyra como Marta
- Luisa Vehil como Madre de Matilde y Mónica
- María Vaner como Mónica
- Aldo Barbero
- Cacho Espíndola
- Rodolfo Ranni
- María Rosa Gallo como Beatriz
- Ralph Pappier
- Víctor Laplace como Eduardo
- Susy Kent como Tía de Matilde 1
- Anita Lang como Lea, Tía de Matilde 2
- Pepe Novoa
- Horacio O'Connor
- Dora Ferreiro
- Mónica Escudero
- Isidro Fernán Valdez
- Jorge Goldemberg
- Ricardo Fasán
- Gachi Ferrari
- Adriana Quevedo

Los niños:
- Malena Stagnaro
- Alberto Stagnaro
- Gustavo Carfagna

## Comentarios
La Nación opinó:

”Interpretación de alto nivel…No es más que un retazo de vida, animada por seres comunes, inconfundiblemente argentinos e indiscutiblemente actuales. Pero el libreto…no alcanzó a conducir sus criaturas con rumbo preciso.”

La Razón opinó:

”Notable nivel…Stagnaro revela gratas cualidades para la realización y notable creador de atmósferas…párrafo aparte merece la labor de todo el elenco…mucho tuvo que ver con ese hecho el concienzudo trabajo de equipo que plasmaron el realizador, el film y el director de actores Carlos Gandolfo.”

Manrupe y Portela escriben:

”Historia intimista de acuerdo al estilo de los ’70 y en la que se destaca la labor de los protagonistas.”